# Pesce (araldica)
In araldica il pesce è un nome generico che comprende anche i cetacei, ossia delfini, balene, eccetera. Sono figure ritenute di pregio minore rispetto ai quadrupedi o agli uccelli e sono spesso simbolo di viaggio o impresa marittima, di silenzio o di speranza in Dio, valore questo derivato dalle tombe dei primi cristiani. Nella blasonatura il termine si usa solo quando non si è in grado di individuare lo specifico pesce.

## Posizione araldica ordinaria
Il pesce viene posto abitualmente in fascia, oppure fluttuante o natante, anche se non rappresentato nell'acqua È possibile trovarlo anche in palo, in banda, in sbarra. Due pesci sono preferibilmente posti in palo e addossati, mentre tre pesci sono frequentemente posti in pergola.

## Attributi araldici
- Addossati se due pesci si volgono il dorso
- Affrontati se due pesci si volgono il volto[1]
- Alettato quando ha le pinne di smalto differente[1]
- Allumato se gli occhi sono di altro smalto
- Barbato se le barbette sono di smalto diverso (tipico del delfino)
- Boccheggiante quando ha la bocca aperta e gli occhi chiusi, quasi fosse morente
- Divorante se ha occhi e bocca aperti[1]
- Caudato o timonista[3] se ha la coda di altro smalto
- Controfluttuanti se due pesci fluttuanti sono raffigurati in palo, quello di sotto rivoltato a sinistra[1]
- Contronatanti se due pesci natanti sono raffigurati in palo, quello di sotto rivoltato a sinistra[1]
- Coronato se porta una corona
- Crestato se di smalto diverso è la cresta (tipico del delfino)
- Fluttuante se fermo e galleggiante sull'acqua[1]
- Inferocito se mostra i denti[1]
- Ingollante se raffigurato con le fauci nell'atto di ingoiare pezze o figure[1]
- Macchiato se ha il corpo cosparso di macchie di altro smalto
- Natante (o nuotante) se dalla posizione delle pinne e della coda si mostra in movimento[1]
- Orecchiuto quando sono di smalto diverso le orecchie
- Ricurvo
- Spasimato con lo stesso significato di boccheggiante
- Squamato
- Uscente

## Pesci più frequenti negli stemmi
- Delfino (in araldica è considerato un pesce)
- Barbo o barbio
- Luccio

ed anche 
- Anguilla
- Aringa
- Balena[1]
- Carpa
- Coregone
- Ippocampo
- Lucioperca
- Persico
- Salmone
- Scazzone
- Sardina
- Storione[1]
- Temolo
- Tonno
- Triglia[1]
- Trota[1]

## Esempi

Un pesce posto in fascia nello stemma di Agno (Svizzera)
Pesce posto in fascia (Bussero)
Una passera posta in palo (Comacchio)
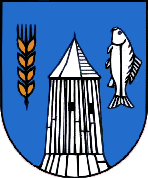
Pesce posto in palo (Saal, Germania)
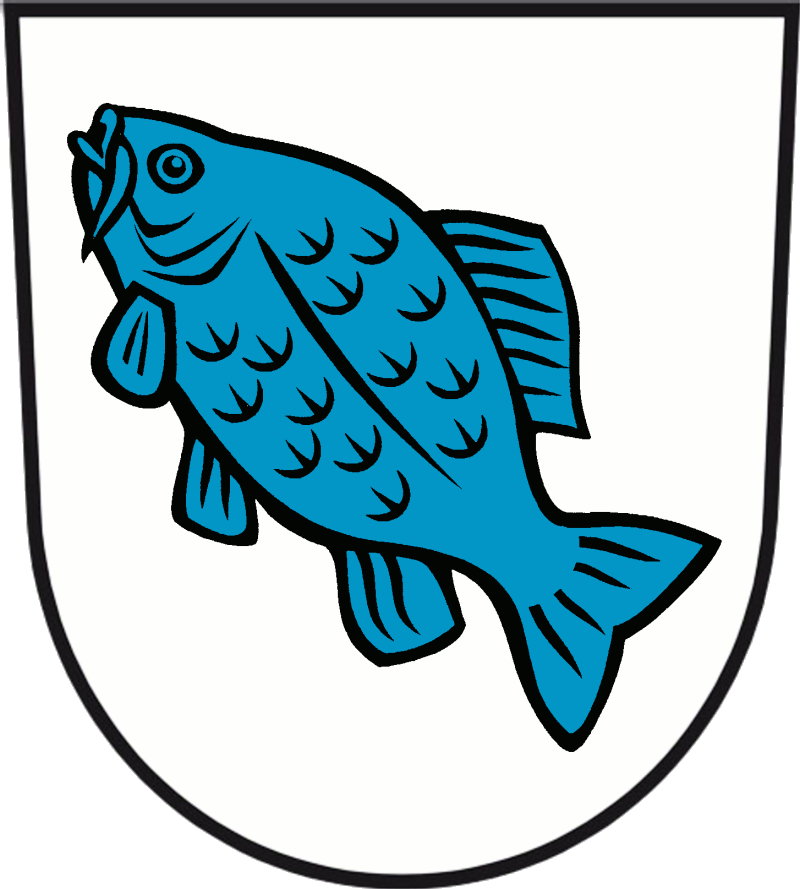
Carpa posta in banda (Nauen, Germania)
Pesce saltante (Fischbach-Göslikon, Svizzera)
Pesce natante (Ranco)
Pesce divorante e alettato di rosso (Lauterach, Germania)
Pesce alettato di rosso (Parikkala, Finlandia, stemma in uso dal 1956 al 2004)
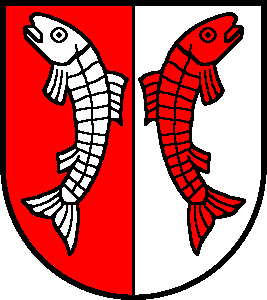
Due pesci addossati (Rodersdorf, Svizzera)
Tre cefali posti in pergola (Cefalù)
Tre pesci affrontati in pergola rovesciata (Kröslin, Germania)
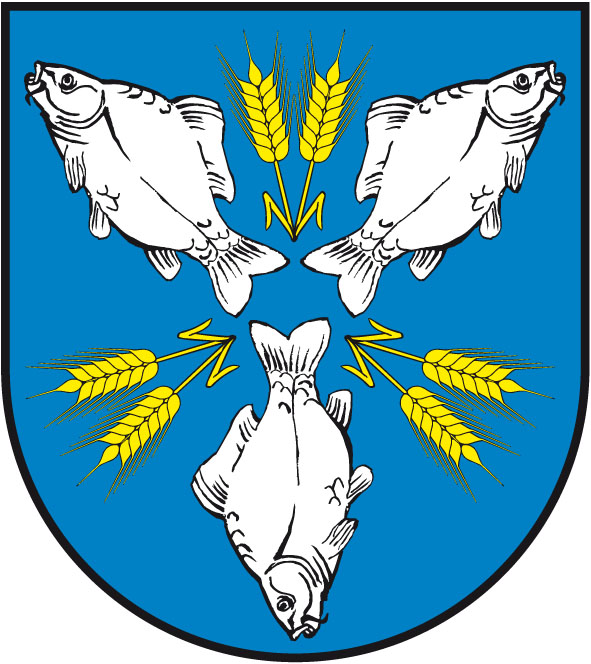
Tre carpe poste in pergola addossate (Deetz, Germania)
Tre teste di pesce poste in pergola (Chocz, Polonia, in uso fino al 2014)
Tre pesci incrociati (Egliswil, Svizzera)